# Pedro López Quintana
Pedro López Quintana, né le 27 juillet 1953 à Barbastro en Espagne, est un prélat catholique espagnol, nonce apostolique au service du Saint-Siège. Il est actuellement nonce apostolique en Autriche (en) depuis mars 2019.

## Biographie
Pedro López Quintana est né à Barbastro en Espagne le 27 juillet 1953. Il a été ordonné prêtre le 15 juin 1980 au sein de l'archidiocèse de Saint-Jacques-de-Compostelle. Il a été ordonné évêque le 6 janvier 2003. Il est l'évêque titulaire d'Acropolis (de) depuis le 12 décembre 2002.
Le 8 février 2003, il a été nommé nonce apostolique en Inde (en) et au Népal (en). Puis, le 10 décembre 2009, il est devenu le nonce apostolique au Canada, poste qu'il occupa jusqu'au 28 septembre 2013. Le 8 mars 2014, il a été nommé nonce apostolique en Lituanie (en), à laquelle s'ajoutèrent l'Estonie (en) et la Lettonie (en) le 22 mars 2014. Le 4 mars 2019 il est envoyé à Vienne comme nonce apostolique en Autriche (en).

## Succession apostolique
Pedro López Quintana a ordonné les évêques suivants :
- Évêque Andrew Raksam Marak (en) (2004)
- Évêque Yvon Ambroise (en) (2005)
- Évêque Robert Michael Miranda (de) (2005)
- Évêque Anthony Alwyn Fernandes Barreto (2005)
- Archevêque William D'Souza (en), S.I. (2006)
- Archevêque Peter Machado (en) (2006)
- Évêque Vincent Kympat (en) (2006)
- Archevêque Victor Lyngdoh (en) (2006)
- Évêque Sarat Chandra Nayak (en) (2007)
- Évêque Derek Fernandes (en) (2007)
- Archevêque Raphy Manjaly (en) (2007)
- Évêque Anthony Francis Sharma, S.I. (2007)
- Évêque Michael Akasius Toppo (en) (2008)

### Liesn externes
- Ressource relative à la religion :   - Catholic Hierarchy
- Notices d'autorité :   - VIAF